# ژان-پیر آمریس
ژان-پیِر آمِریس (فرانسوی: Jean-Pierre Améris‎؛ زادهٔ ۲۶ ژوئیهٔ ۱۹۶۱) کارگردان فیلم، فیلم‌نامه‌نویس اهل فرانسه است.
از فیلم‌های او می‌توان از بد کمپانی، مردی که می‌خندد، داستان ماری، خانواده اجاره‌ای و بهترم نام برد.